# ULAS J133553.45+113005.2
ULAS J133553.45+113005.2 eller ULAS1335, är en ensam stjärna i norra delen av stjärnbilden Jungfrun. Den har en skenbar magnitud av ca 18,2 och kräver ett kraftfullt teleskop för att kunna observeras. Baserat på parallaxmätning inom på ca 96,7 mas, beräknas den befinna sig på ett avstånd på 26 - 40 ljusår (ca 2 -12 parsek) från solen. Stjärnan upptäcktes i data från UK Infrared Telescope (UKIRT) Infrared Deep Sky Survey (UKIDSS) Large Area Survey (LAS). Dess upptäckt rapporterades juni 2008.

## Egenskaper
ULAS J133553.45+113005.2 är en brun dvärgstjärna av spektralklass T9. Den har en massa som är 0,014 – 0,30 solmassa, och en effektiv temperatur av 500 - 550 K. Eftersom temperaturuppskattningen är baserade på modelljämförelser bör den behandlas med försiktighet tills parallaxen för detta objekt har mätts noggrannare (2022).
Efter identifiering avbildades ULAS1335 med UFTI-kameran på UKIRT, på Mauna Kea, Hawaii, för att bekräfta dess fotometriska egenskaper och plats. Den bekräftades spektroskopiskt som en T9-dvärg med hjälp av Gemini North-teleskopet, också vid Mauna Kea, och avbildades med IRAC på Spitzer Space Telescope. IRAC-avbildningen bekräftade den som den rödaste (i nära mitten av infraröda färger) T-dvärgen som ännu upptäckts, och genom inferens den svalaste.